# Imam
Imam (arapski: إمام) je riječ koja u islamskom svijetu označava vođu. To može biti glavar džamije ali i zajednice. Imam je ona osoba koji vodi muslimane u molitvi (namazu), temeljnom islamskom obredu (ibadetu). Vjernici se obraćaju imamu ako imaju neka pitanja vezana uz religiozni život, u manjim sredinama imam je glava za sva pitanja. 
Važno je napomenuti da imam nije nikakva religiozna titula među sunitima, kod šijita je stvar suprotna - imam je po njima izabran od Boga da bude savršen primjer vjernicima, uz to on je nepogrješiv i oslobođen bilo kakvog grijeha. Imame dakle treba slijediti jer su postavljeni od Boga.

## Vanjske poveznice
- Kratko upoznavanje s dvanaest imama